# Jardín Acuático Bennetts
El Jardín Acuático Bennetts en inglés: Bennetts Water Gardens es un jardín botánico de 8 acres (32,000 m²) en Chickerell, cerca de Weymouth, Dorset en el sur de Inglaterra. 
Alberga la Colección Nacional de Plantas NCCPG de Nymphaea.

## Localización
Bennetts Water Gardens Chickerell, cerca de Weymouth, Dorset, Inglaterra, Reino Unido.
Planos y vistas satelitales.50°37′1.56″N 2°29′46.32″O / 50.6171000, -2.4962000

## Historia
Alberga una colección tanto a nivel nacional como internacional de lirios de agua, cuyo máximo de floración se concentra desde finales de mayo hasta mediados de septiembre. Las plantas se muestran en una serie de charcas y lagos. 
Una característica principal del jardín es un puente japonés azul construido en 1999 para celebrar los 100 años desde que Claude Monet pintó su famosa obra Charca de los lirios de agua 1899.
El lugar del jardín era originalmente un hoyo de una cantera de arcilla desde 1859. La "Arcilla de Oxford" fue extraída a mano de la tierra para la fabricación de ladrillos. Un museo en el sitio detalla esto en la historia local que se incluye de la aldea de  Chickerell, que se menciona en el Libro Domesday; "Chesil Beach" y "The Fleet lagoon".

## Colección de Nymphaea (NCCPG)
El jardín alberga la Colección Nacional de Plantas de Nymphaea (Lirios de agua). 
La colección está diseñada y administrada por el National Council for the Conservation of Plants and Gardens (NCCPG) cuya función es la de apoyar organización en la documentación existente, así como desarrollar y preservar las colecciones comprensivas de plantas cultivadas en el Reino Unido. 
Esta colección es una de las tres existentes en el Reino Unido que se especializa en lirios de agua de climas fríos.